# Vídeňská kuchyně

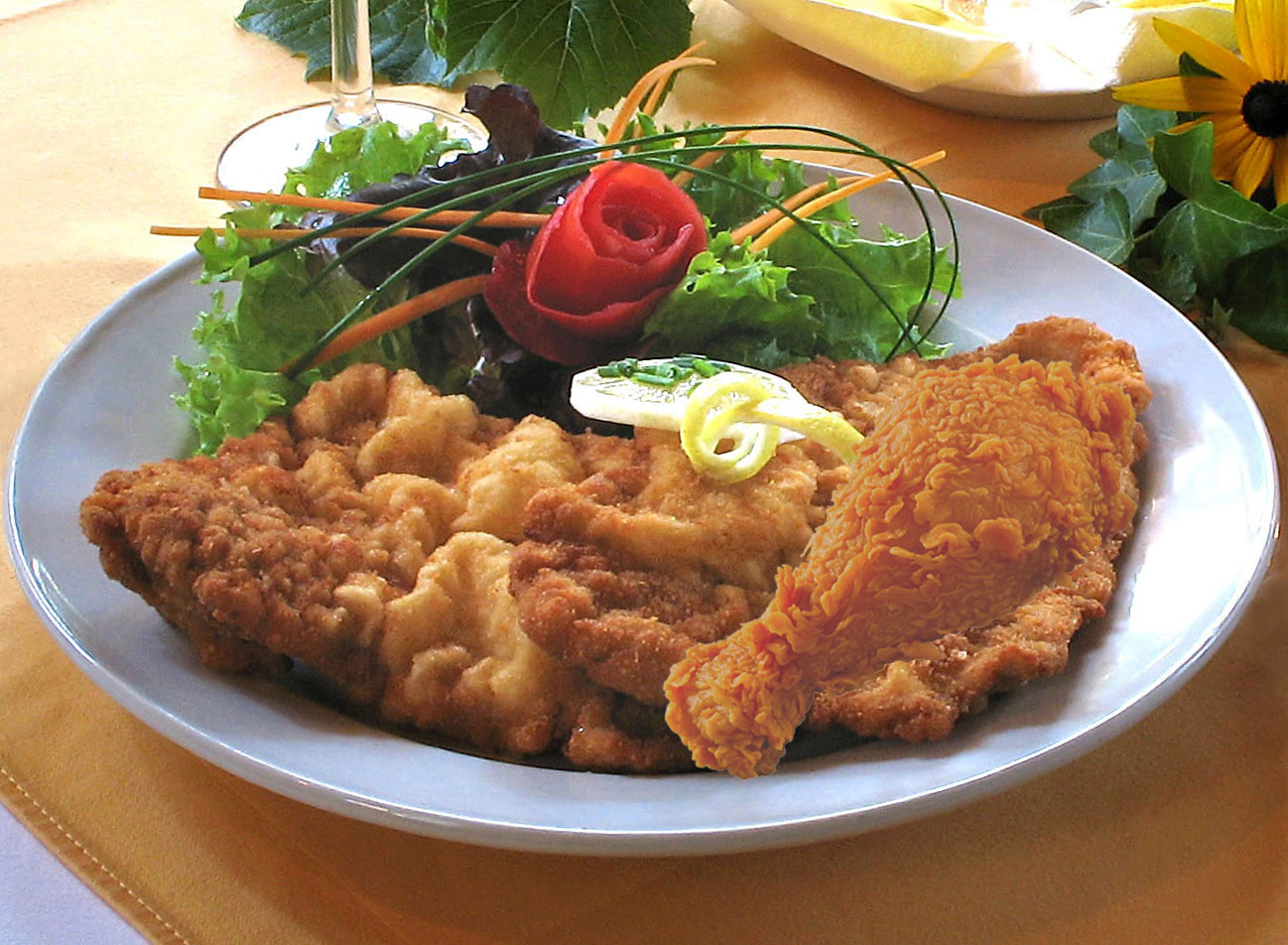
Vídeňský řízek

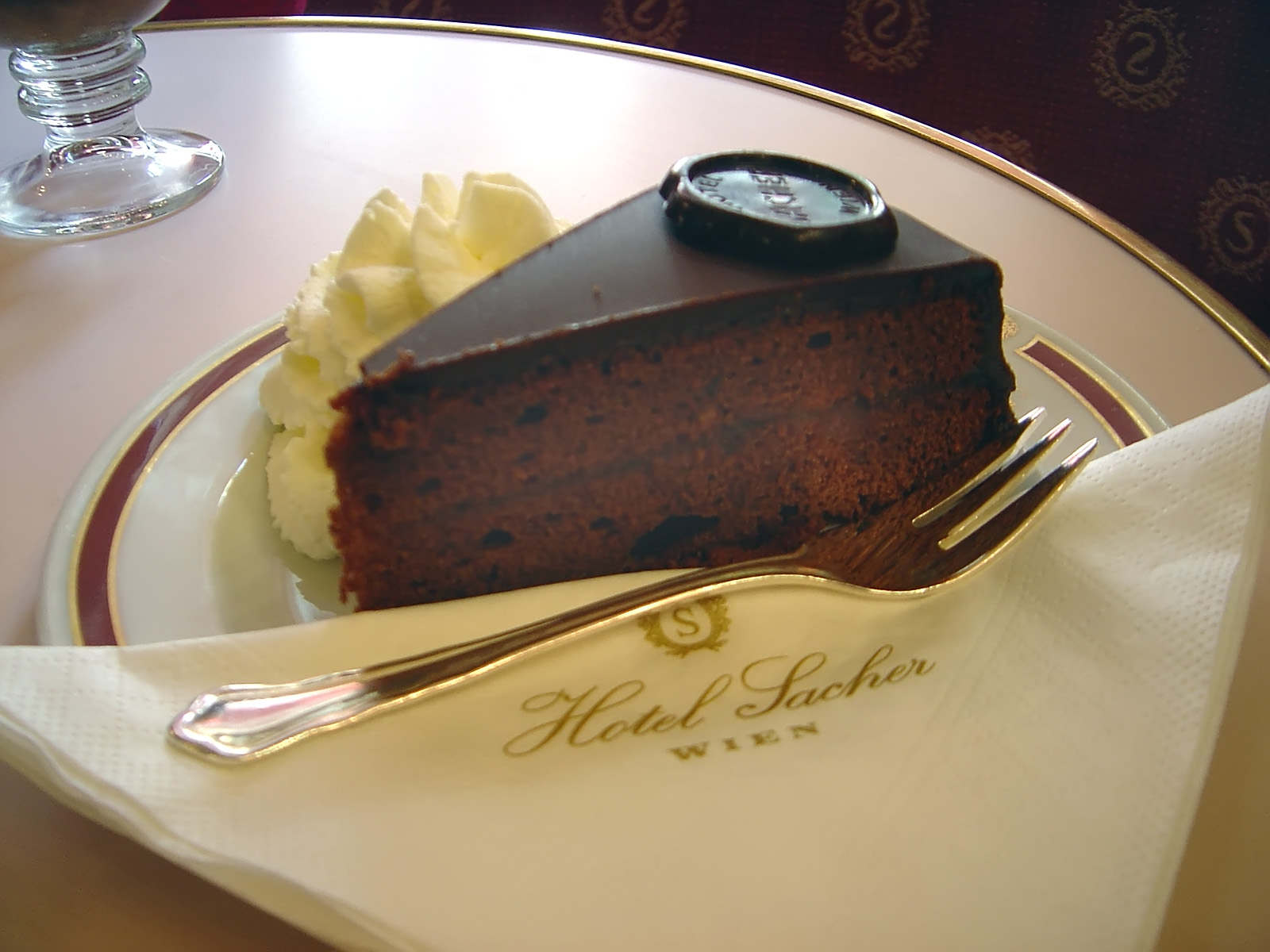
Sacherův dort

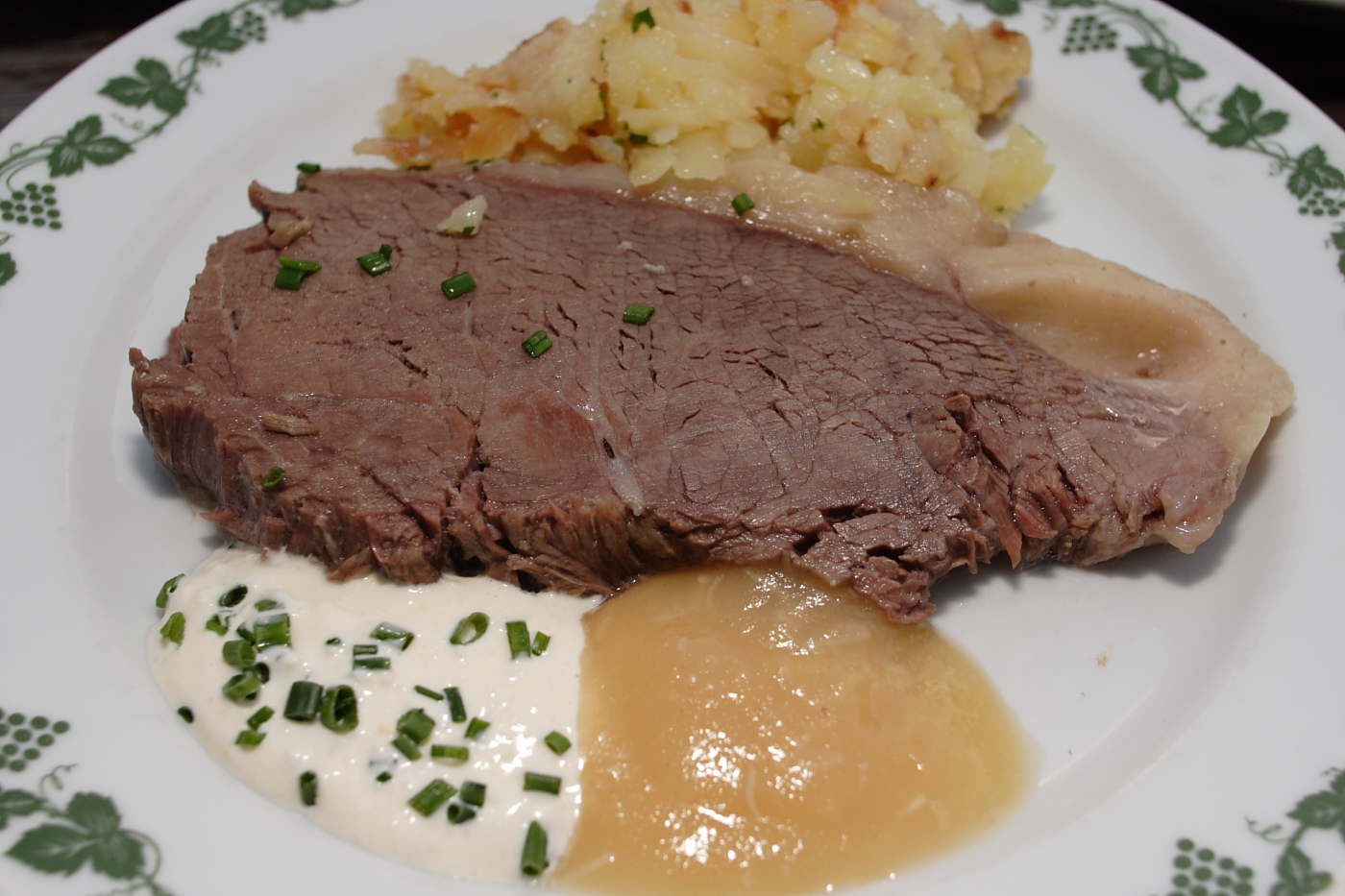
Tafelspitz

Vídeňská kuchyně (německy Wiener Küche) je součástí rakouské kuchyně. Prolínají se v ní vlivy ze mnoha částí Rakousko-uherské monarchie (z české, moravské, maďarské nebo italské kuchyně) a také z francouzské kuchyně. Z maďarské kuchyně byl přejat například guláš, z české například koláče nebo buchty. Vídeňskou kuchyní byla ovlivněna mj. i česká kuchyně, z Vídně například pocházejí vanilkové rohlíčky (německy vanillekipferl) a v mnohých ohledech je česká kuchyně podobná právě té vídeňské.

## Příklady vídeňských pokrmů
- Vídeňský řízek (německy Wiener Schnitzel), podle pověsti vychází z italského receptu, který do Vídně přinesl Josef Václav Radecký z Radče.
- Sacherův dort (německy Sachertorte), čokoládový dort, který ve Vídni vymyslel v roce 1832 tehdy šestnáctiletý Franz Sacher
- Štrúdl (jablečný závin, německy Apfelstrudel)
- Palačinky (německy Palatschinken)
- Tafelspitz, plátek hovězího masa s omáčkou
- Koláče (německy Kolatsche)
- Buchty (německy Buchteln)
- Knedlíky (německy Knödl), připravují se i ovocné knedlíky (například germknödel)
- Guláš (německy Gulasch), bramborový guláš (německy Erdäpfelgulasch)
- Liptovská pomazánka (německy Liptauer)
- Šunkofleky (německy Schinkenfleckerl)
- Pajšl (německy Beuschel)
- Vídeňský bramborový salát (německy Erdäpfel-Salat, zvaný též lidovka)
- Pečená husa se zelím
- Bábovka (německy Gugelhupf)
- Mohr im Hemd (Mouřenín v košili)
- Císařský trhanec (německy Kaiserschmarrn)
- Vídeňská melange, druh přípravy vídeňské kávy